# Stade des Ouvriers
Le stade des Ouvriers à Pékin (en chinois : 北京工人体育场 ; pinyin : Běijīng Gōngrén Tǐyùcháng), aussi appelé Gongti ou Gong Ti, est une enceinte multisports située dans le District de Chaoyang, subdivision de la municipalité autonome de Pékin en Chine. Le stade, qui accueille principalement des rencontres de football, a été construit en 1959 et fut rénové en 2004. Il peut actuellement accueillir 60 094 places. Le stade des Ouvriers est l'un des dix grands édifices publics construits en 1959 pour les dix ans de la république populaire de Chine.

## Histoire
Principal site des 11e Jeux asiatiques de 1990, le stade des Ouvriers a ainsi accueilli les cérémonies d'ouverture et de clôture. Il a aussi été le domicile de certains matchs du Beijing Guoan. 

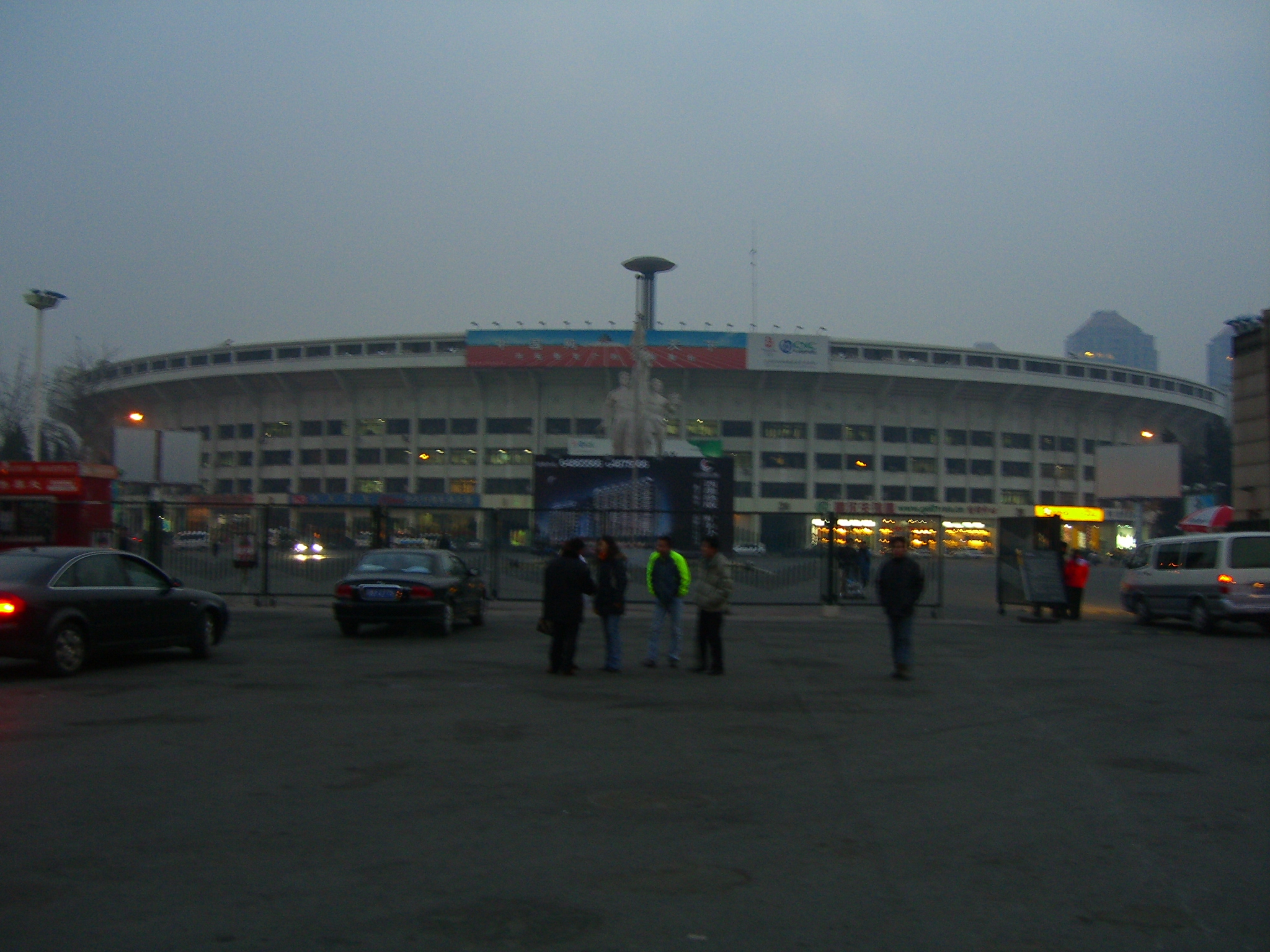
Vue extérieure du stade en 2005

Lors des Jeux olympiques d'été de 2008, le stade a été utilisé pour les quarts et demi-finales des tournois de football.
Le stade devait aussi être utilisé pour le premier match de football américain en Chine, opposant les Seahawks de Seattle aux Patriots de la Nouvelle-Angleterre le 8 août 2007. Cependant la rencontre a été annulée en avril 2007 au profit de l'autre match délocalisé à Londres des Dolphins de Miami contre les Giants de New York qui s'est déroulé le 28 octobre 2007.

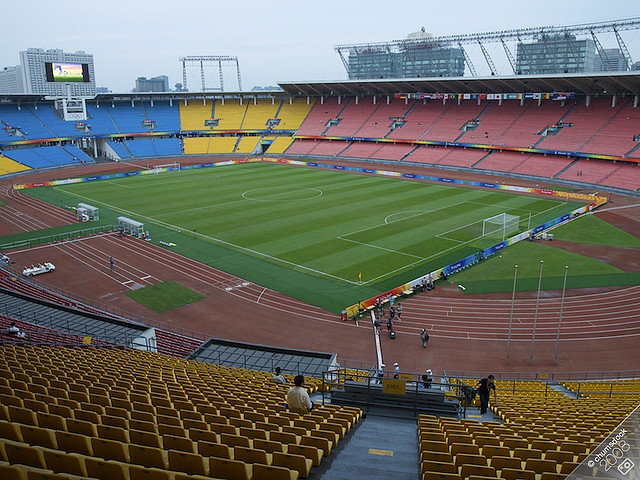
Intérieur du stade pendant les Jeux olympiques d'été de 2008

 Il accueille la finale du Trophée des champions 2014 de football opposant l'EA Guingamp au Paris Saint-Germain.
Le 4 janvier 2020, le Stade des Ouvriers a été annoncé comme lieu hôte de la Coupe d'Asie de l'AFC 2023. Après avoir terminé la saison 2019, Beijing Guoan jouera au stade du Centre sportif olympique pendant trois ans pendant que des rénovations avant le tournoi auront lieu. Le nouveau stade ouvrira en décembre 2022.